# جمعية الهلال الأحمر البحريني
جمعية الهلال الأحمر البحريني ، أسست سنة 1971م، وهدفها دعم البحرين وبقية الشرق الأوسط وعلاج المرضى.